# Bulgária az 1984. évi téli olimpiai játékokon
Bulgária a jugoszláviai Szarajevóban megrendezett 1984. évi téli olimpiai játékok egyik részt vevő nemzete volt. Az országot az olimpián 5 sportágban 16 sportoló képviselte, akik érmet nem szereztek.

## Alpesisí
Férfi
| Versenyző          | Versenyszám      | 1. futam      | 1. futam      | 2. futam | 2. futam | Összesítés | Összesítés |
| Versenyző          | Versenyszám      | Idő           | Hely.         | Idő      | Hely.    | Idő        | Helyezés   |
| ------------------ | ---------------- | ------------- | ------------- | -------- | -------- | ---------- | ---------- |
| Valentin Gicsev    | Műlesiklás       | 54,32         | 23.           | kizárták | kizárták | kiesett    | kiesett    |
| Valentin Gicsev    | Óriás-műlesiklás | 1:26,12       | 31.           | 1:26,52  | 28.      | 2:52,64    | 28.        |
| Mitko Hadzsiev     | Műlesiklás       | nem ért célba | nem ért célba | kiesett  | kiesett  | kiesett    | kiesett    |
| Mitko Hadzsiev     | Óriás-műlesiklás | 1:27,50       | 32.           | 1:26,84  | 29.      | 2:54,34    | 31.        |
| Boriszlav Kirjakov | Műlesiklás       | 57,00         | 26.           | 53,24    | 15.      | 1:50,24    | 15.        |
| Boriszlav Kirjakov | Óriás-műlesiklás | nem ért célba | nem ért célba | kiesett  | kiesett  | kiesett    | kiesett    |
| Petar Popangelov   | Műlesiklás       | 52,40         | 6.            | 48,28    | 4.       | 1:40,68    | 6.         |
| Petar Popangelov   | Óriás-műlesiklás | 1:24,83       | 26.           | 1:23,61  | 20.      | 2:48,44    | 21.        |

## Biatlon
| Versenyző          | Versenyszám  | Lövőhiba | Időeredmény | Helyezés |
| ------------------ | ------------ | -------- | ----------- | -------- |
| Juri Mitev         | 10 km sprint | 1        | 34:17,4     | 31.      |
| Juri Mitev         | 20 km egyéni | 8        | 1:24:05,4   | 40.      |
| Vladimir Velicskov | 10 km sprint | 0        | 32:27,6     | 14.      |
| Vladimir Velicskov | 20 km egyéni | 5        | 1:18:47,1   | 13.      |
| Szpasz Zlatev      | 10 km sprint | 2        | 34:51,2     | 38.      |
| Szpasz Zlatev      | 20 km egyéni | 5        | 1:21:10,9   | 27.      |

## Műkorcsolya
| Versenyző                       | Versenyszám | Kötelező tánc     | Kötelező tánc | Kötelező tánc | Eredeti (original) tánc | Eredeti (original) tánc | Eredeti (original) tánc | Kűr               | Kűr   | Kűr         | Összesítés         | Összesítés |
| Versenyző                       | Versenyszám | Több. hely. száma | Hely.         | Hely. pont.   | Több. hely. száma       | Hely.                   | Hely. pont.             | Több. hely. száma | Hely. | Hely. pont. | Helyezési pontszám | Helyezés   |
| ------------------------------- | ----------- | ----------------- | ------------- | ------------- | ----------------------- | ----------------------- | ----------------------- | ----------------- | ----- | ----------- | ------------------ | ---------- |
| Hrisztina Bojanova Javor Ivanov | Jégtánc     | 9×18+             | 18.           | 10,8          | 7×18+                   | 18.                     | 7,2                     | 6×18+             | 18.   | 18,0        | 36,0               | 18.        |

## Sífutás
Férfi
| Versenyző                                                                 | Versenyszám     | Eredmény      | Helyezés      |
| ------------------------------------------------------------------------- | --------------- | ------------- | ------------- |
| Szvetoszlav Atanaszov                                                     | 15 km           | 46:28,9       | 51.           |
| Szvetoszlav Atanaszov                                                     | 30 km           | 1:39:25,8     | 48.           |
| Hriszto Barzanov                                                          | 30 km           | 1:41:39,9     | 53.           |
| Milus Ivancsev                                                            | 15 km           | 46:30,1       | 52.           |
| Milus Ivancsev                                                            | 30 km           | 1:39:16,4     | 45.           |
| Milus Ivancsev                                                            | 50 km           | 2:32:15,9     | 40.           |
| Atanasz Szimidcsiev                                                       | 15 km           | 45:17,0       | 38.           |
| Atanasz Szimidcsiev                                                       | 50 km           | nem ért célba | nem ért célba |
| Szvetoszlav Atanaszov Atanasz Szimidcsiev Milus Ivancsev Hriszto Barzanov | 4 × 10 km váltó | 2:03:17,6     | 10.           |

## Síugrás
| Versenyző         | Versenyszám | 1. ugrás | 1. ugrás | 2. ugrás | 2. ugrás | Összesítés | Összesítés |
| Versenyző         | Versenyszám | Pont     | Hely.    | Pont     | Hely.    | Pont       | Helyezés   |
| ----------------- | ----------- | -------- | -------- | -------- | -------- | ---------- | ---------- |
| Vladimir Brejcsev | Normálsánc  | 89,3     | 32.      | 100,1    | 13.      | 189,4      | 19.        |
| Vladimir Brejcsev | Nagysánc    | 64,2     | 45.      | 75,5     | 39.      | 139,7      | 42.        |
| Valentin Bozskov  | Normálsánc  | 89,7     | 30.      | 81,1     | 44.      | 170,8      | 37.        |
| Angel Sztojanov   | Normálsánc  | 74,0     | 52.      | 83,2     | 40.*     | 157,2      | 49.        |
| Angel Sztojanov   | Nagysánc    | 59,0     | 47.      | 49,5     | 53.      | 108,5      | 49.        |

* - egy másik versenyzővel azonos eredményt ért el